# Camissecla gedrosia
Camissecla gedrosia is een vlinder uit de familie van de Lycaenidae. De wetenschappelijke naam van de soort werd als Thecla gedrosia in 1868 gepubliceerd door William Chapman Hewitson.